# Église Sainte-Marie-Madeleine d'Iviers
L'église Sainte-Marie-Madeleine d'Iviers est une église située à Iviers, en France.

## Localisation
L'église est située sur la commune de Iviers, dans le département de l'Aisne.

## Historique

### Abbés
- 1937-1940 : Jean Bajard, curé[1]